# Substrato preellenico
Il termine substrato preellenico o substrato pre-greco si riferisce alla lingua o lingue sconosciute che si presume siano state parlate nella Grecia preistorica prima dell'insediamento nell'area di popolazioni parlanti una lingua proto-ellenica. Si è pensato alla possibilità che il greco avesse potuto attingere un certo numero di parole e nomi propri da una tale lingua (o lingue), poiché una parte del suo vocabolario non può essere esaurientemente spiegata come derivante dal protoindoeuropeo o da una qualsiasi altra lingua direttamente attestata.

## Possibili prestiti linguistici "preellenici"
1. Nomi personali (per es. Οδυσσεύς, Odysséus)
2. Teonimi (per es. Ἑρμῆς, Hermès)
3. Termini marittimi, parole riferite al mare (per es. θάλασσα, thàlassa: "mare")
4. Parole relative all'agricoltura mediterranea (per es. ἐλαίϝα, elài(w)a: "olivo"; ἄμπελος, àmpelos: "vite")
5. Parole concernenti dominatori o sovrani, dati dal popolo (per es. Τύραννος, Týrannos: "tiranno")
6. Tecnologia edile (per es. πύργος, pýrgos: "torre"[1])
7. Toponimi che includono i gruppi consonantici:
  - -νθ- (trasl. -nth-) (per es. Κόρινθος, Kórinthos; Ζάκυνθος, Zàkynthos)
  - -σσ- (trasl. -ss-) (per es. Παρνασσός, Parnassós)
  - -ττ- (trasl. -tt-) (e.g. Λυκαβηττός, Lykabettós)

## Teorie concernenti il substrato
Varie spiegazioni sono state avanzate per spiegare questi substrati caratteristici. Alcune di queste spiegazioni includono i substrati anatolico, tirsenico e minoico.

### Substrato anatolico
È stato proposto un substrato anatolico (forse specificamente il luvio), sulla base di toponimi con gruppi consonantici -ss- e -nd- (corrispondenti a -ss- e -nth- nella Grecia continentale), essendo questo diffuso nell'Anatolia occidentale.

### Substrato tirsenico
Sulla base delle affermazioni di Tucidide (ovvero che il tirsenico fosse una precedente lingua parlata ad Atene e che i Tirreni o Tirseni fossero stati banditi ed esiliati a Lemno), è stato suggerito che il substrato linguistico fosse correlato al dialetto lemniano, e perciò per associazione all'etrusco.

### Substrato minoico
L'esistenza di un substrato minoico (eteocretese) venne considerata da Arthur Evans che presumeva un'estesa colonizzazione minoica dell'Egeo, controllata dalla talassocrazia minoica.

### Altri substrati noti dalle fonti antiche
Già gli autori dell'età classica parlavano di numerosi popoli; per esempio, Omero, riferendosi alla Creta d'età achea, afferma (Odissea, Libro XIX, verso 176) che a Creta abitavano molti popoli dalle molte lingue, passo condiviso anche in Strabone, che elenca:
I Pelasgi sono identificati da Tucidide con i Tirsenici (come già ricordato), mentre nulla sappiamo dei Cidoni e ben poco degli Etocretesi (Dori e Achei sono invece ellenici). Vi è però un'idea di molteplicità di popoli e di lingue in questi passi (come in altri), che lascia sospettare una grande varietà linguistica della Grecia durante la prima età del bronzo, e un lento processo di ellenicizzazione forse responsabile anche della grande varietà di dialetti parlati dalle popolazioni greche in età arcaica e all'inizio dell'età classica.
Sempre gli autori antichi parlano anche dei Mini (greco: Μινύες, abitanti delle piccole isole dell'Egeo, in particolare Thera e Lemno, in Beozia e lungo le coste), associati ma, parrebbe, distinti dai Pelasgi, e di altre popolazioni preelleniche come i Feaci e i Liburni (questi ultimi identificabili con una tribù illirica, indoeuropea e affine agli albanesi, stanziati nell'Epiro e a Corfù e altre popolazioni più o meno identificabili come barbare o non greche, ma stanziate in territorio greco anche a causa di penetrazione-immigrazione (Macedoni, Traci, Illiri, Peoni, Frigi, tutti prevalentemente indoeuropei anche se di gruppi linguistici talvolta assai differenti da quello ellenico, come i poco conosciuti Peoni e i Frigi, che parlavano una lingua vagamente imparentata all'armeno, o anche molto simili come i Macedoni). Inoltre, gli Abanti sono descritti da Eschilo e Omero (e successivi mitografi) come Traci ellenizzati abitanti in Eubea e in altre zone dell'Ellade settentrionale.
Un'altra popolazione stanziata in età arcaica in alcune zone della Grecia (sia continentale che insulare) e citata nelle fonti antiche e nella mitologia è quella dei Lelegi, associati da Erodoto (Storie, I, 171) ai Carii anatolici. I Lelegi nella mitologia abitavano sia una parte della Morea pre-Achea (in particolare la Messenia) sia le isole egee sia, infine, la Troade dove li collocò Omero, distinguendoli dai Carii e facendone degli alleati dei Troiani. Nelle fonti ittite sono elencati due popoli, "Karkiya" o "Karkisa" e "Lulahi" che potrebbero essere associati ai Carii (descritti come guerrieri) ed ai Lelegi (caratterizzati come mercanti) senza però chiarire dove fossero stanziati, se non in un generico occidente rispetto all'impero ittita (e quindi tanto sulle odierne coste Turche, dove sono insediati i Carii storici, quanto nell'Egeo).
I Frigi in età omerica presumibilmente abitavano la Tracia e parte della Grecia settentrionale, migrando poi verso il declinante impero ittita che infine conquistarono; esistono comunque diverse parole di probabile origine frigia in Greco, ma tutte dalla possibile comune origine indoeuropea. Ad esempio: anar, 'marito', dal PIE *Hner-, 'uomo', cfr. il greco.antico ἀνήρ (anèr) uomo (nel senso di maschio) o marito, albanese njer-i (persona) l'armeno ayr (uomo) e il latino Nero (Nerone, in origine significava uomo, eroe); attagos, 'capra'; balaios, 'largo, veloce'. Si tratterebbe probabilmente però di prestiti che giunsero al greco assieme alle invasioni doriche o poco dopo, sia come superstrato sia come normali prestiti linguistici tra popolazioni (Dori e Frigi) che abitavano molto vicine le une alle altre prima di migrare in direzioni opposte.
Diverso potrebbe essere il caso dei Peoni, i cui territori ancestrali potevano essere molto più ampi e comprendere parte della Grecia settentrionale e della Macedonia, riducendosi progressivamente fino a quando, nel corso dell'età ellenistica, furono completamente sottomessi ai Macedoni. La loro lingua è poco conosciuta ma potrebbe essere una forma arcaica di Indoeuropeo, isolata o da porsi in relazione alle lingue luvie ed anatoliche.
In molti miti e storie della Grecia arcaica si incontrano Fenici ed Egiziani (come nel mito di fondazione di Tirinto, o in quello di Europa), forse interpretabili come memoria di antichi contatti con il mondo afro-semitico. Tra le popolazioni delle aree elleniche, escluse quelle in Anatolia, parrebbero semite le popolazioni preelleniche di Cipro, mentre nelle fonti classiche si fa menzione di un'altra popolazione (o serie di popolazioni) per il Dodecaneso come i mitologici Telchini (che sono associati anche a Cipro).
Va però anche aggiunto che le fonti classiche, che moltiplicano a dismisura il numero dei popoli (e quindi presumibilmente delle lingue) parlate nell'Ellade, potrebbero in realtà riferirsi a tribù o nazioni parlanti la medesima lingua o solo due-tre lingue (per esempio una lingua anatolica nella Grecia continentale pre-Achea, una lingua tirsenica sul continente e sulle isole del Mare Egeo centro-settentrionale, ed una lingua di difficile interpretazione, forse semitica forse tirsenica ma differente, sulle isole meridionali come Creta e il Dodecaneso).
Infine, le lingue di alcune popolazioni, come i Cureti, segnalate da Omero e da altre fonti arcaiche come non-barbare (o comunque sovente associate agli Elleni) potrebbero essere state (come già ipotizzato in età classica) sottogruppi dialettali dello stesso greco non sopravvissuti all'età classica (per esempio, nel caso dei Cureti in Etoli, oppure i Mirmidoni associabili ad un gruppo di Dori, mentre i Dattili potrebbero non essere una popolazione ma un antico termine per definire una gilda di fabbri oppure semplicemente un mito). In questo gruppo andrebbero inseriti anche i Lapiti, che, secondo il mito, vivevano in Tessaglia, e potrebbero essere gli antenati dei Tessali dell'età classica. In questo senso va anche aggiunto che diverse popolazioni (come gli Epiroti), pur elleniche per lingua e cultura, o prossime all'etnia ellenica (come i Macedoni) e con sovrani di origine (mitica) greca, venivano considerate greche solo per convenienza dagli autori ellenici. Abitavano ai margini dell'Ellade classico, probabilmente in territori dal differente sostrato, ma avevano continui rapporti con il mondo ellenico e quindi inserirono nella lingua diversi prestiti; abitano territori oggi considerati propriamente greci, rendendo più complesso comprendere l'origine del substrato tipicamente preellenico.